# Сяоайс
Майкрософт Сяоайс (кит. 微软小冰, пиньинь Wēiruǎn Xiǎobīng, англ. Xiaoice，буквально «маленький лёд») — виртуальный собеседник (чат-бот) с широким использованием систем искусственного интеллекта, разработанный в китайском отделении фирмы Microsoft в 2014 году на основе системы эмоционального реагирования. Получил широкое распространение в Китае. В чатах с пользователем традиционно представляется 18-летней девушкой, которая может вести беседы, захватывающие пользователей. С помощью сложных вычислительных алгоритмов, использующих облачные вычисления и большие данные, Сяоайс развилась в сложную систему реализации эмоционального интеллекта (EQ). В июле 2018 года Майкрософт Сяоайс доросла до шестой генерации, и продолжает эволюционировать и обучаться.

## Устройство интеллектуального чат-бота
Чат-бот Сяоайс опирается на три группы компонентов — Искусственный интеллект (IQ), Эмоциональный интеллект(EQ) и виртуальный персонаж.
Искусственный интеллект включает в себя знания, модель памяти, понимание изображений и естественного языка, систему умозаключений, генерации и предсказаний.
На этой базе формируются компоненты ведения диалога (умения). Благодаря этим компонентам чат-бот в социальной сфере может обеспечивать специфические потребности пользователей. За последние годы Сяоайс разработало 230 всевозможных умений — например, ответы на вопросы, рекомендации кинофильмов, советы по выбору ресторанов и изложение историй. Основной чат способен вести разностороннюю беседу по многим темам. Искусственный интеллект.
Эмоциональный интеллект использует две группы компонентов — эмпатию и социальные навыки. Эмпатия включает настройку на ощущения пользователя и умение поставить себя в ситуацию пользователя. Социальный чат предполагает ведение беседы с пользователями разного типа, интересов и потребностей. Ответы ведутся с чувством юмора, могут обнадёжить собеседника. В случае затухания дискуссии чат-бот может предложить новую тему, а также сменить тему разговора если беседа заходит в тупик.
Виртуальный персонаж обладает специфическим поведением и стилем выражения эмоций

## Платформы, языки и страны
Сяоайс постепенно стала распространяться из Китая по всему миру. Образовались более чем 40 платформ в пяти странах — Китай, Япония, США, Индия и Индонезия. Платформы, использующие Сяоайс — WeChat, QQ, Weibo, Meipai в Китае, Facebook Messenger в США и LINE в Японии.

## Распространение
- Более 660 миллионов зарегистрированных пользователей[4]
- 5.03 миллионов пользователей на Weibo

## Приложения

### Поэт
Сяоайс обучается писать литературные произведения, песни и другие произведения искусства. В мае 2017 года появилась первая коллекция поэм Окна потерянные в солнечном свете, опубликованная Сяоайс. Пользователи могут также с помощью инструментов Сяоайс создавать поэмы, этими инструментами пользуются миллионы людей.

### Певец-исполнитель
Сяоайс выпустила десятки песен на уровне эстрадных исполнителей, с использованием распространённых для песен оборотов, типа I Know I New, Breeze, I Am Xiaoice, Miss You. Четвёртая генерация модели исполнителя дополнила стиль исполнения новыми возможностями. Например, на фоне человеческого голоса появляется придыхание. Кроме того, система обучается разным стилям исполнения, а также может перенять стиль разных певцов и смешивать их со своими голосами..

### Чтец детских книжек
Сяоайс научилась читать ребёнку истории. Анализируя текст, система выбирает подходящий тон и интонацию, и создаёт аудиозапись. Через аудиокниги обеспечивается 90 % платформ детского обучения и 80 % детских передач в Китае. Кроме того Сяоайс может настроить индивидуальный стиль исполнения для каждого ребёнка, и включить в истории самих детей и их членов семьи.

### Дизайнер
Изучая мелодии песен и изображения городов мира, Сяоайс создаёт дизайнерские композиции, посвящённые песням о городах. Эти композиции также используют для маек и рубашек, которые продаются в сувенирных лавках городов.

### Телеведущий и радиоведущий
С помощью технологий искусственного интеллекта Сяоайс ведёт 21 телевизионных программ и 28 радиопрограмм. В частности, на канале CCTV-1 AI Show, на канале Dragon TV Утренние новости востока, на канале Hunan TV Моё будущее и несколько ежедневных радиопрограмм для радиоканалов Jiangsu FM99.7，Hunan FM89.3, Henan FM104.1. Ежедневно с 6 до 9 утра Сяоайс одновременно ведёт 7 шоу-программ.

### Журналист
Собирает новости для издания Цяньцзянские вечерние новости.

### Генератор биржевых сводок
Сяоайс автоматически генерирует сводки по 26 типам публичных компаний, присутствующих на Шанхайской и Шэньчжэньской биржах. Кооперируясь с агентствами Wind и Wallstreetcn, Сяоайс обеспечивает финансовыми сводками 90 % национальных компаний, 75 % зарубежных инвестиционных институтов и 40 % национальных приватных инвесторов.

### Совместные проекты искусственного интеллекта
1. Фирма Microsoft совместно с NetEase Cloud Music реализовало Сяоайс AI Radio, и два виртуальных персонажа Duoduo и Xixi для ведения передач, предназначенные для озвучивания различного типа музыкальных знаний и объявлений для музыкальной платформы NetEase. Сяоайс при этом читает и комментирует музыкальные новости, количество которых составляет десятки миллионов.
2. Сяоайс укрепляет кооперацию с фирмой Tencent. Сяоайс ведёт чат-проект в мессенджере QQ и помогает фирме Tencent развивать собственную систему искусственного интеллекта — Baby Q, привлекая некоторые технологические решения и суппорт. Microsoft Сяоайс совместно с QQ разработчиками обеспечили около 40 функциональных возможностей для BabyQ. Сяоайс на платформе QQ превратилось в неизменную часть продуктов и культуры фирмы Tencent, получив признание сотен миллионов пользователей.
3. Сяоайс стал встроенной системой в мобильных телефонах Huawei. Microsoft и Huawei также ведут кооперацию по разработке продуктов искусственного интеллекта. Теперь все пользователи интеллектуального ассистента Huawei 8.2 и следующих версий используют также Сяоайс. Дополнительно, Сяоайс обеспечивает интеллектуальные функции и для других платформ — например, Good Memory Xiaoice.

## Сяоайс в пяти странах
Китай : Xiaoice, запущен в 2014 году
Япония : りんな (Ринна), запущен в 2015 году
США : Zo, запущен в 2016 году
Индия : Ruuh, запущен в 2017 году
Индонезия : Rinna, запущен в 2017 году